# Вогонь (фільм)
«Вогонь» — радянський художній фільм 1973 року, знятий режисером Юрієм Лисенком на Кіностудії ім. О. Довженка.

## Сюжет
Про 1930-ті роки — роки зародження стаханівського руху. Герої картини — робітники-сталевари, що одними з перших підтримали соціалістичне змагання на виробництві.

## У ролях
- Едішер Магалашвілі — Серго Орджонікідзе
- Олександр Денисов — Андрій Гейко
- Любов Віролайнен — Ярина
- Сергій Яковлєв — Сергєєв
- Олексій Зайцев — інженер Мусієнко
- Володимир Козел — Залесський
- Ляля Чорна — мати Андрія
- Геннадій Овсянников — пасічник
- Лесь Сердюк — Свирид
- Валентина Владимирова — дружина пасічника
- Віктор Степаненко — Матюха
- Геннадій Болотов — роль другого плану
- Олександр Мілютін — роль другого плану
- Віктор Плотников — сталевар
- Володимир Сошальський — німець
- Станіслав Молганов — епізод
- Григорій Михайлов — сталевар
- Агафія Болотова — епізод
- Ігор Чаленко — епізод
- Іван Бондар — сталевар
- Степан Жаворонок — епізод
- Валентин Кобас — епізод
- Дмитро Костенко — епізод
- Микола Гудзь — епізод
- Казимир Філіппович — епізод
- Олександр Шабельний — епізод
- А. Шевель — епізод

## Знімальна група
- Режисер — Юрій Лисенко
- Сценаристи — Юрій Лисенко, Олександр Сацький
- Оператор — Олексій Терзієв
- Композитор — Борис Буєвський
- Художник — Михайло Раковський